# Danny Draven
Danny Draven (* 10. Mai 1978 als Daniel J. Hageman in Dayton, Ohio) ist ein US-amerikanischer Filmregisseur, Produzent und Drehbuchautor sowie Filmeditor.

## Leben
Draven ist seit dem Jahr 2000 im Filmgeschäft tätig und drehte bisher überwiegend Horrorfilme. Neben seiner Tätigkeit als Regisseur hat Draven weiterhin als Produzent, Kameramann, sowie Experte für Spezialeffekte an verschiedenen Filmen mitgewirkt. Hauptsächlich tritt er aber als Filmeditor in Erscheinung und wirkte als solcher an rund 60 Produktionen mit. Er arbeitet hauptsächlich mit dem Regisseur David DeCoteau sowie dem Produzenten und Regisseur Charles Band zusammen.

## Filmographie (Auswahl)

### Als Filmeditor
- 2005: Creepy Creatures Features (Decandent Evil)
- 2005: Doll Graveyard
- 2005: Gingerdead Man (The Gingerdead Man)
- 2006: Evil Bong – Kiffen kann doch tödlich sein! (Evil Bong)
- 2007: Ice Spiders
- 2009: Evil Bong 2 – King Bong (Evil Bong II: King Bong)
- 2011: Snow White (Snow White: A Deadly Summer)
- 2012: Puppet Master X: Axis Rising

### Als Regisseur
- 2001: Horrorvision
- 2002: Stuart Gordon’s Death Bed (Deathbed)
- 2002: Cryptz
- 2002: Hell Asylum
- 2003: Dark Walker